# Shijing (köpinghuvudort i Kina, Shaanxi, lat 34,03, long 108,59)
Shijing (kinesiska: 石井, 石井镇) är en köpinghuvudort i Kina. Den ligger i provinsen Shaanxi, i den nordvästra delen av landet, omkring 39 kilometer sydväst om provinshuvudstaden Xi'an. Antalet invånare är 25 584. Befolkningen består av 12 292 kvinnor och 13 292 män. Barn under 15 år utgör 14,0 %, vuxna 15-64 år 74 %, och äldre över 65 år 10,0 %.
Runt Shijing är det tätbefolkat, med 427 invånare per kvadratkilometer. Närmaste större samhälle är Yuxia, 5,2 km nordost om Shijing. I omgivningarna runt Shijing växer i huvudsak blandskog.
Genomsnittlig årsnederbörd är 907 millimeter. Den regnigaste månaden är juli, med i genomsnitt 186 mm nederbörd, och den torraste är december, med 3 mm nederbörd.